# Ausgleichsforderung
Im Zusammenhang mit der Währungsreform von 1948 wurden bei der Währungsgesetzgebung zur Deutschen Mark in den westlichen Besatzungszonen Deutschlands Ausgleichsforderungen geschaffen. Ausgleichsforderungen wurden auch im Rahmen der DM-Eröffnungsbilanzen in der DDR aus Anlass der Währungs-, Wirtschafts- und Sozialunion zum 1. Juli 1990 geschaffen.

## Ausgleichsforderungen aus der Währungsreform 1948

### Charakter
Ausgleichsforderungen sind eine besondere Art von Schuldtiteln der Öffentlichen Hand, also der Bundesländer und des damals vereinigten Wirtschaftsgebietes (Rechtsnachfolger Bundesrepublik Deutschland), die den Kreditinstituten und Versicherungsunternehmen im Zusammenhang mit der Währungsreform zugeteilt wurden. Dabei handelt es sich um Schuldbuchforderungen, d. h. Forderungen langfristiger Art, bei denen von wenigen Ausnahmen abgesehen bisher keine Verpflichtung zur Tilgung bestand. Bei den Gläubigern handelte es sich um die ehemalige Bank deutscher Länder (Rechtsnachfolger Deutsche Bundesbank), die Landeszentralbanken, Kreditinstitute, Postsparkassen, Versicherungsunternehmen und Bausparkassen.

### Ursachen und Ausgestaltung der Ausgleichsforderungen
Die Aktiva der Gläubiger resultieren zu einem großen Teil aus Forderungen gegen das ehemalige Deutsche Reich, die im Gegensatz zu den Passiva nicht auf Deutsche Mark umgestellt und damit unverwertbar wurden. Die Passivseite der Bilanzen der o.a. Institute wurde nicht in dem Maße wie ihre Aktivseite abgewertet, sondern im Verhältnis 6,5 : 100, zum Teil 1 : 10 umgestellt. Für Sichtguthaben erhielten die Kreditinstitute 15 %, für Sparguthaben 7,5 % des Reichsmarkwertes gutgeschrieben. Die dadurch auf der Aktivseite der Bilanzen entstehende Lücke bzw. der Wertberichtigungsbedarf wurde in der Deutsche Mark-Eröffnungsbilanz durch eine Ausgleichsforderung gedeckt. In den Bilanzen der Geschäftsbanken und Versicherungen waren sie zum Nennwert einzustellen, zu dem sie auch zwischen Kredit- und Versicherungsunternehmen zu handeln waren. In der Bilanz der Deutschen Bundesbank stellten sie den bilanziellen Gegenposten für die bei der Währungsreform Neuausstattung der öffentlichen Körperschaften und des Bankensektors und die ausgezahlten Kopf- und Geschäftsbeträge mit dem neuen Zentralbankgeld dar.

### Verzinsung und Tilgung
Ausgleichsforderungen wurden je nach Fristigkeit (25 bis 47 Jahre) mit 3 bis 4,5 % niedrig verzinst und getilgt. Bei der Deutschen Bundesbank bestand zum Ankauf der Ausgleichsforderungen ein spezieller Fond, mit denen die Ausgleichsforderungen gegenüber den Gläubigern im Banken- und Nichtbankensektor getilgt wurden, während sie gegenüber der Zentralbank in unveränderter Höhe 8,1 Mrd. DM in der Bilanz der Deutschen Bundesbank bestehen blieben. Ab 1956 wurden die verzinslichen Ausgleichsforderungen mit 0,5 % halbjährlich, unverzinsliche Ausgleichsforderungen mit 2 % halbjährlich zuzüglich der durch die fortschreitende Rückzahlung ersparten Zinsen aus den Bundesbankgewinnen innerhalb von 37 Jahren getilgt.
Als Mitte der 1950er Jahre die Möglichkeit für eine kontraktive Offenmarktpolitik aufgrund des zu geringen Umfangs an Offenmarktpapieren kaum noch bestand, schlug die Bank Deutscher Länder dem Finanzminister die Mobilisierung eines Teils der Ausgleichsforderung vor, d. h., sie wurden in Schatzwechsel und unverzinsliche Schatzanweisungen (= U-Schätze) umgetauscht (= Mobilisierungspapiere). Später eröffnete der geänderte § 42 des Bundesbankgesetzes das Recht der Deutschen Bundesbank auf Aushändigung bis zum Nennbetrag von 8,1 Mrd. DM. Am 14. Juni 1967 trat das Gesetz zur Förderung der Stabilität und des Wachstums der Wirtschaft in Kraft, dessen § 29 neben dem bereits zuvor erwähnten Recht der Bundesbank auf Auslieferung von Mobilisierungspapieren in Höhe von 8,1 Mrd. DM ihr zusätzlich die Aushändigung von Schatzwechseln und unverzinslichen Schatzanweisungen in Höhe von weiteren 8,1 Mrd. DM (Liquiditätspapiere) zur Offenmarktpolitik einräumte.

## Ausgleichsforderungen aus der Einführung der D-Mark in der DDR

### Ursache
Durch die Neubewertung des Vermögens in den DM-Eröffnungsbilanzen auf den 1. Juli 1990 hätte sich aufgrund der Neubewertung der Aktiva und der Umstellung der Geldverbindlichkeiten im Verhältnis 2:1 in vielen Fällen ein negatives Eigenkapital ergeben. Damit wäre eine Eintragung der in Kapitalgesellschaften umgewandelten volkseigenen Betriebe in das Handelsregister nicht möglich gewesen. Um das zu vermeiden, erhielten die Unternehmen Ausgleichsforderungen gegen die Treuhandanstalt (§ 24 DMBilG).
Überstieg das Vermögen das Sachanlagevermögen abzüglich Grund und Boden, so wurde in der übersteigenden Höhe eine Ausgleichsverbindlichkeit festgesetzt. Das war jedoch praktisch selten.

### Besonderheiten für Außenhandelsbetriebe und Geldinstitute
Bei Außenhandelsbetrieben und Geldinstituten (Banken, Sparkassen und Versicherungen) der DDR richteten sich die Ausgleichsforderungen nicht gegen die Treuhandanstalt, sondern gegen den Ausgleichsfonds Währungsumstellung. Außenhandelsbetriebe erhielten dabei Ausgleichsforderungen in solcher Höhe, dass ihre Schulden gedeckt waren, Geldinstitute in der Höhe, die erforderlich war, die Schulden zu decken, eine Eigenkapitalquote von 4 % der Bilanzsumme auszuweisen und beim Grundsatz I eine Auslastung von höchstens dem 13-fachen auszuweisen (§ 40 des D-Markbilanzgesetzes).
Siehe auch: Mobilisierungspapier, Liquiditätspapier